# Generosоs animus labor nutrit
Generosоs animus labor nutrit (лат. изговор: генерозос анимус лабор нутрит). Племените духове рад храни.  (Сенека) 

## Поријекло изреке
Изрекао у смјени старе у нову еру, велики Сенека (лат. Lucius Annaeus Seneca (Луције Енеј Сенека),  антички филозоф и књижевник, главни представник модерног, „новог стила“ у време Неронове владавине 

## Значење
Племените духове рад храни, или рад храни племенита срца. Врлина  није плод случајности и доколице. Она  се стиче трудом, односно упорним радом.  Племенитост је врлина.  Радом настају племенити духови.